# Krzysztof Penderecki
Krzysztof Eugeniusz Penderecki (uttal: penderetski), född 23 november 1933 i Dębica, död 29 mars 2020 i Kraków, var en polsk kompositör och dirigent.

## Biografi
Penderecki studerade vid musikhögskolan i Krakow och var lärare där tills han 1966 lämnade Polen och flyttade till USA. 
Hans kompositionsteknik är personlig, byggd på seriella principer. Han har också prövat nya notationssystem.
Penderecki skrev både för konventionella instrument, då han gärna utnyttjade stråkklanger, t. ex. Threnos för Hiroshimas offer (52 stråkar, 1960), och för elektroniska klangkällor. Många av hans verk är religiöst inspirerade, som t. ex. Stabat mater (1962) och Lukaspassionen (för tre körer á cappella, 1966). Bland hans operor kan nämnas Djävlarna i Loudun (1969), Paradise Lost (1978), Die schwarze Maske (1986) och Ubu Rex (1991).
Hans musik har använts i filmerna Exorcisten (1973), The Shining (1980) Wild at Heart (1990) och Shutter Island (2010).
År 2005 erhöll Penderecki Vita örns orden av Polens president.